# Bergallia arica
Bergallia arica är en insektsart som beskrevs av Rauno E. Linnavuori 1956. Bergallia arica ingår i släktet Bergallia och familjen dvärgstritar. Inga underarter finns listade i Catalogue of Life.